# مجموعه قلعه بالا
مجموعه قلعه بالا مربوط به دوره اشکانیان است و در شهرستان خاش، بخش ایرندگان، دهستان ایرندگان، ۳۰۰ متری غرب روستای قلعه بالا واقع شده و این اثر در تاریخ ۲ مرداد ۱۳۸۷ با شمارهٔ ثبت ۲۳۰۷۳ به‌عنوان یکی از آثار ملی ایران به ثبت رسیده‌است.